# Burj al-Arab
Burj Al Arab (tiếng Ả Rập: برج العرب, "Ngọn tháp của Ả Rập") là một khách sạn hạng sang ở Dubai, thành phố lớn thứ hai sau thủ đô Abu Ahabi của Các Tiểu vương quốc Ả Rập Thống nhất và được gọi là "khách sạn 7 sao đầu tiên của thế giới". Với chiều cao 321 mét (1.053 ft), 56 tầng, đây là tòa nhà xây dựng cao nhất được sử dụng làm một khách sạn hạng sang khi hoàn thành và mở cửa năm 1999. Hiện nay nó là khách sạn cao thứ ba trên thế giới. Nó nằm trên một hòn đảo nhân tạo cách bãi biển Jumeirah 280 m, và dùng một cây cầu riêng để nối nó với đất liền. Nó được thiết kế bởi kiến trúc sư Tom Wright từ WS Atkins PLC nhưng nội thất do Khuan Chew lên ý tưởng. Khách sạn này có kiến trúc hình tượng hoá, được thiết kế là một biểu tượng của Dubai và có hình dạng của một cánh buồm của thuyền buồm Ả Rập no gió ra khơi. Nó có một sân bay trực thăng gần mái nhà ở độ cao 210 m so với mặt đất. Người ta xây dựng nó mất gần 6 năm từ 1994 đến 1999, tiêu tốn 1,6 tỷ USD. Riêng nền móng đã mất thời gian đến 3 năm. Có 230 cột bê tông dài 40 m đóng sâu dưới đáy biển làm bệ đỡ cho toàn bộ tòa nhà.

## Tổng quan
Khu vực bãi biển, nơi có khách sạn Burj Al Arab và Jumeirah Beach trước đây được gọi là bãi biển Miami. Khách sạn nằm trên một hòn đảo được khai hoang ngoài khơi khoảng 280 m. Tên của địa điểm này trước đây có nguồn gốc từ công ty Chicago Bridge & Iron.
Tên cũ tồn tại sau khi khách sạn cũ bị phá hủy vào năm 1997. Khách sạn Dubai Chicago Beach vẫn là tên dự án cho giai đoạn xây dựng của Burj Al Arab cho đến khi Sheikh Mohammed bin Rashid Al Maktoum công bố tên mới.

## Thiết kế
Burj Al Arab được thiết kế bởi công ty tư vấn đa ngành Atkins do kiến trúc sư Tom Wright, người đã trở thành đồng sáng lập của WKK Architects. Thiết kế và xây dựng được quản lý bởi kỹ sư người Canada Rick Gregory cũng của WS Atkins. Nó rất giống với Tháp Vasco da Gama ở Lisbon, Bồ Đào Nha. Việc xây dựng đảo bắt đầu từ năm 1994 và có tới 2.000 công nhân xây dựng trong thời gian xây dựng cao điểm. Nó được xây dựng giống như chiếc thuyền buồm của một chiếc du thuyền J-class. Hai "cánh" trải rộng hình chữ V để tạo thành một "cột buồm" rộng lớn, trong khi khoảng trống giữa chúng được bao bọc trong một tâm nhĩ lớn. Kiến trúc sư Tom Wright nói: "Khách hàng muốn một tòa nhà sẽ trở thành một tuyên bố mang tính biểu tượng cho Dubai, điều này rất giống với Sydney với Nhà hát Opera, London với Big Ben hoặc Paris với tháp Eiffel".
Công ty Fletcher Construction từ New Zealand là đối tác liên doanh chính trong giai đoạn đầu của xây dựng. Khách sạn được xây dựng bởi nhà thầu xây dựng từ Nam Phi Murray & Roberts và Al Habtoor Engineering và các công trình nội thất được cung cấp bởi UAE dựa trên Depa.
Tòa nhà được khai trương vào tháng 12 năm 1999.

## Xây dựng
Một số tính năng của khách sạn đòi hỏi những việc xây dựng kỳ công phức tạp để đạt được. Khách sạn nằm trên một hòn đảo nhân tạo được xây dựng cách bờ biển 280 m. Để bảo đảm một nền tảng bên trên được chắc chắn, các nhà xây dựng đã vận chuyển 230 cọc bê tông dài 130 m đóng vào cát.
Các kỹ sư tạo ra một đê biển với những tảng đá lớn, nó bao quanh hòn đảo với mỗi tảng là cấu trúc hình tổ ong bằng bê tông, phục vụ để bảo vệ nền móng khỏi sự xói mòn. Phải mất ba năm để xây dựng nền móng, trong khi phải mất ít hơn ba năm để xây dựng tòa nhà. Tòa nhà có hơn 70.000 mét khối bê tông và 9.000 tấn thép. Để chống chọi với thời tiết khắc nghiệt của vùng sa mạc, khách sạn sử dụng kết cấu bằng sợi thủy tinh cho phần ngoại thất cùng với một ống thông hơi được chôn sâu 1 mét giúp cân bằng nhiệt độ và không gây cảm giác khó chịu do thời tiết nắng nóng đồng thời tiết kiệm được nguồn năng lượng khổng lồ từ các máy điều hòa.
Đặc biệt trên nóc của khách sạn có một sân quần vợt ở độ cao 211 mét so với mực nước biển với diện tích 415m².Nó còn có 8 nhà hàng..
Bên trong tòa nhà là một giếng trời cao 180 m.
Burj Al Arab là khách sạn cao thứ ba trên thế giới (không bao gồm các tòa nhà có chức năng hỗn hợp). Cấu trúc của Rose Rayhaan, cũng ở Dubai, cao hơn 11 m so với Burj Al Arab.

## Tính năng, đặc điểm
Khách sạn có 60 quầy tiếp tân. Tại đây còn có những dịch vụ xa hoa khác như quản gia, đưa đón bằng xe Rolls-Royce hay trực thăng, sử dụng ipad vỏ vàng 24k... Trong đó có 1 nhà hàng dưới đại dương, 4 bể bơi, phòng thể dục hiện đại, quán bar và spa cao cấp. Ngoài ra còn có 1 sân đậu trực thăng cũng là sân tennis lơ lửng trên không Nhiều nơi trong khách sạn được dát vàng lá, pha lê swarovski và đá cẩm thạch statuario với tổng diện tích 24.000 m².Giá phòng dao động từ 2000 USD tới 28.000 USD. Mỗi năm có hơn 10 tấn chocolate được sử dụng làm các món tráng miệng tại đây.

### Phòng thường và phòng hạng sang
Khách sạn được quản lý bởi Tập đoàn Jumeirah. Mặc dù có diện tích lớn, Burj Al Arab chỉ có 28 tầng đôi (56 tầng) với sức chứa 202 phòng ngủ. Phòng hạng sang nhỏ nhất có diện tích 169 mét vuông, diện tích lớn nhất là 780 mét vuông.
Các phòng hạng sang có chi tiết thiết kế nằm ở phía Đông và phía Tây. Các phòng tắm được nhấn mạnh bởi các mẫu gạch mosaic.
Phòng hoàng gia, được tính phí 24.000 đô la Mỹ mỗi đêm, được liệt kê ở vị trí thứ 12 trên 15 phòng khách sạn đắt nhất thế giới do CNN Go biên tập năm 2012.
Burj Al Arab rất nổi tiếng với thị trường Trung Quốc, chiếm 25% tổng số đặt phòng tại khách sạn vào năm 2011 và 2012.

### Nhà hàng

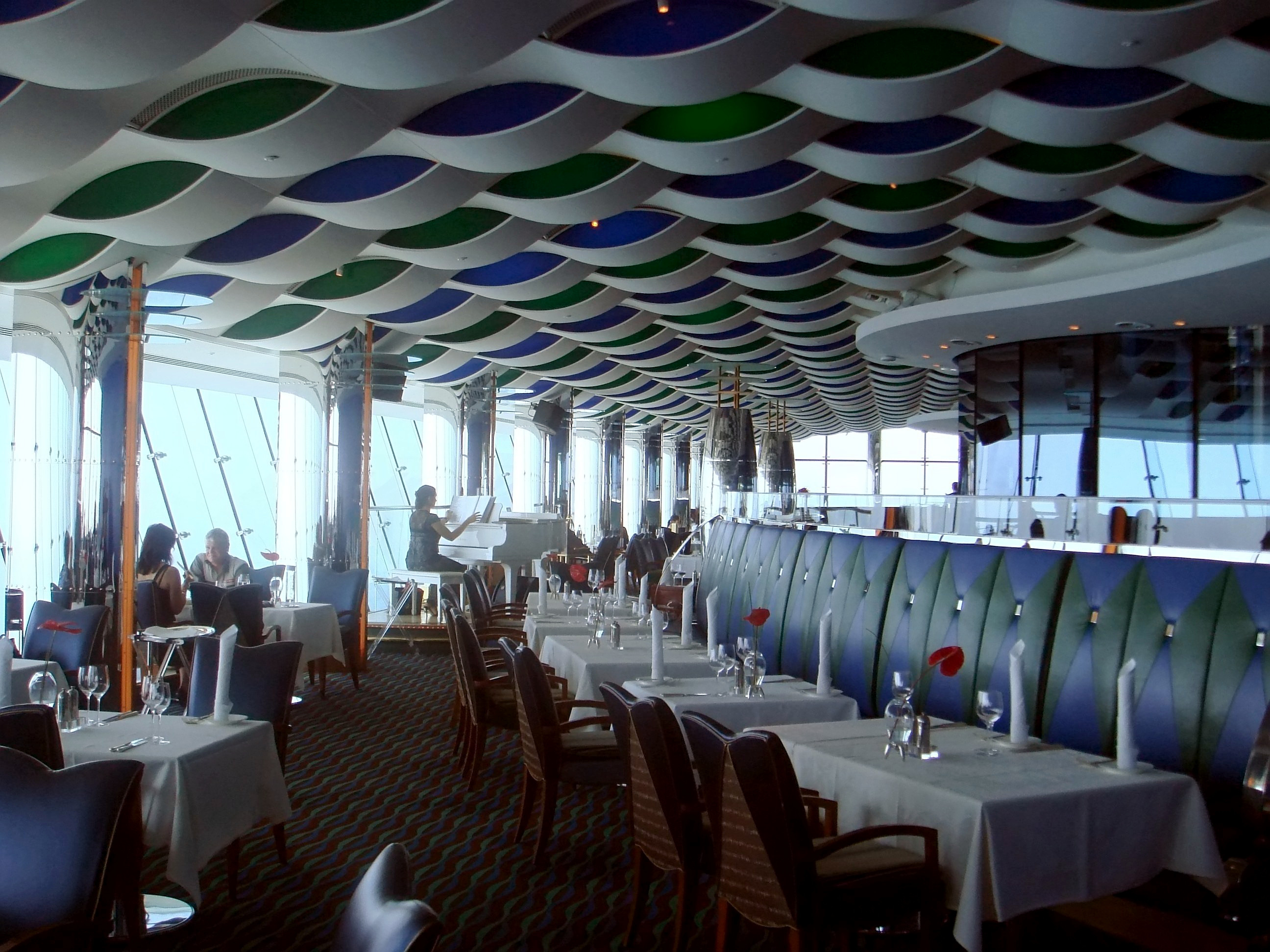
Al Muntaha

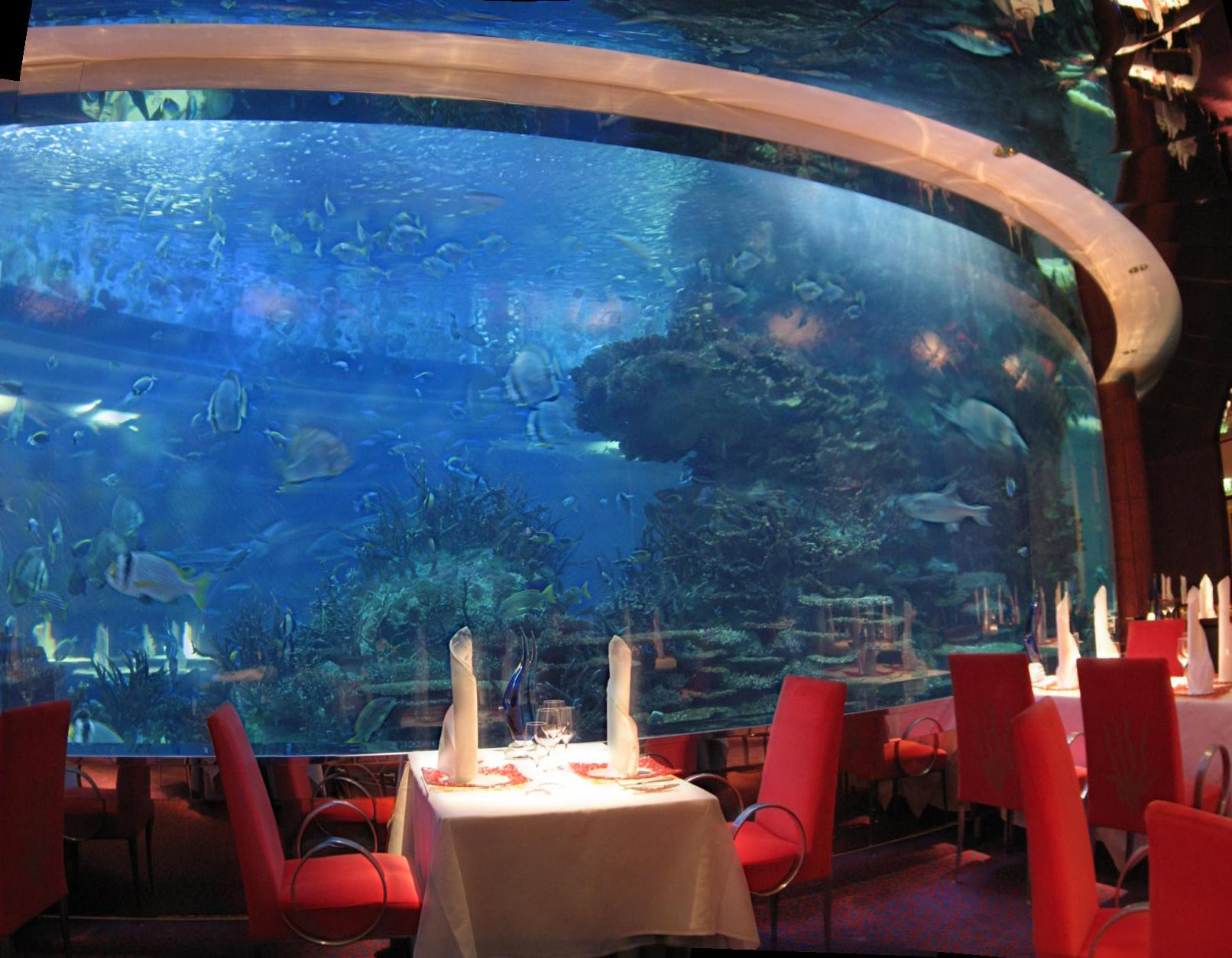
Al Mahara

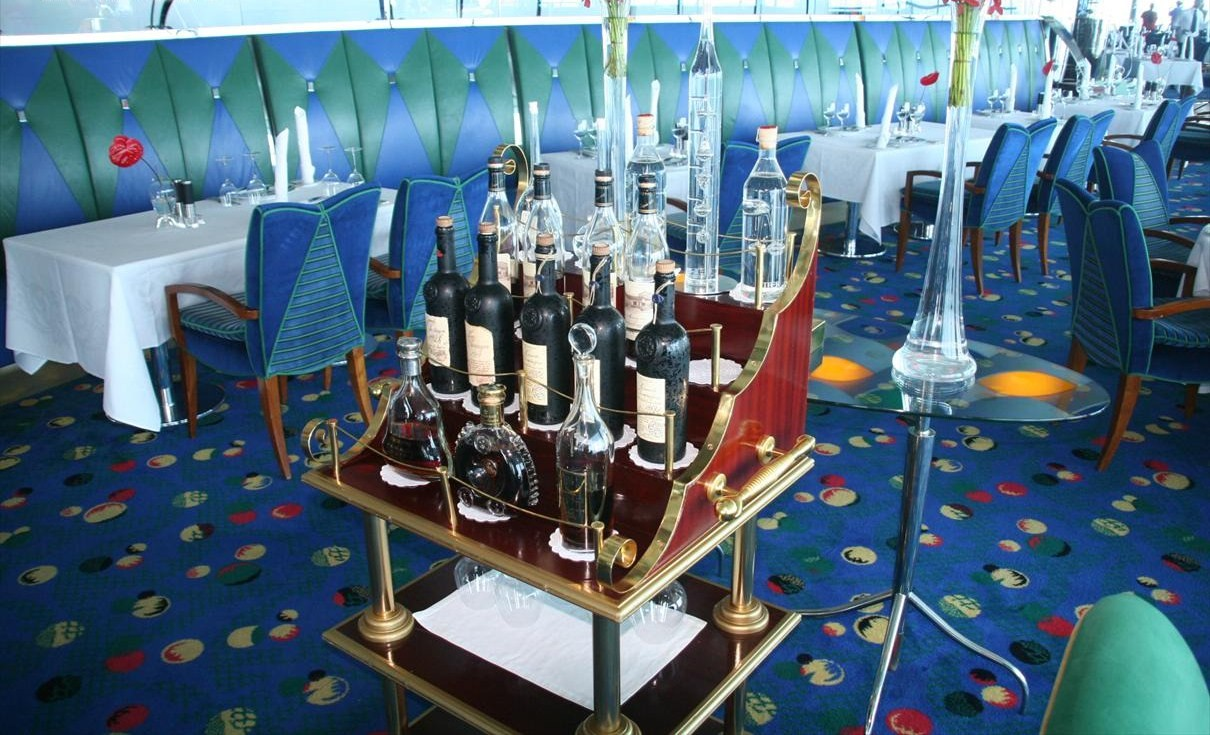
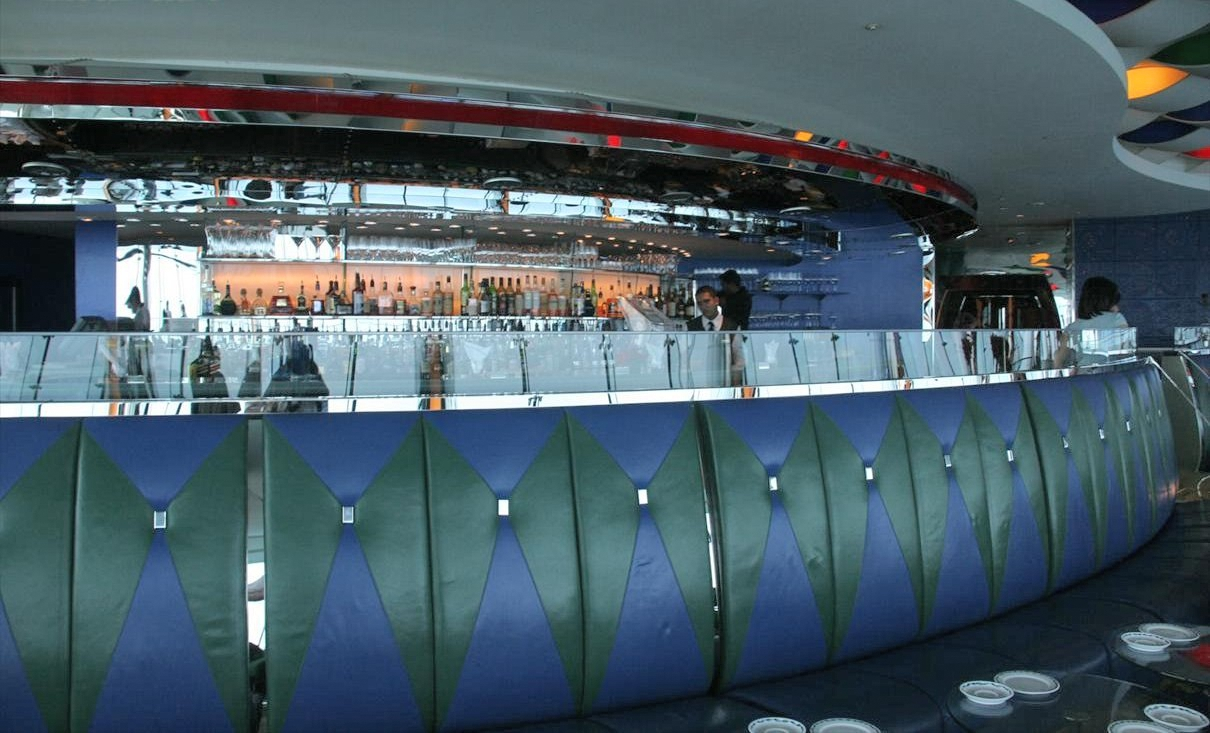
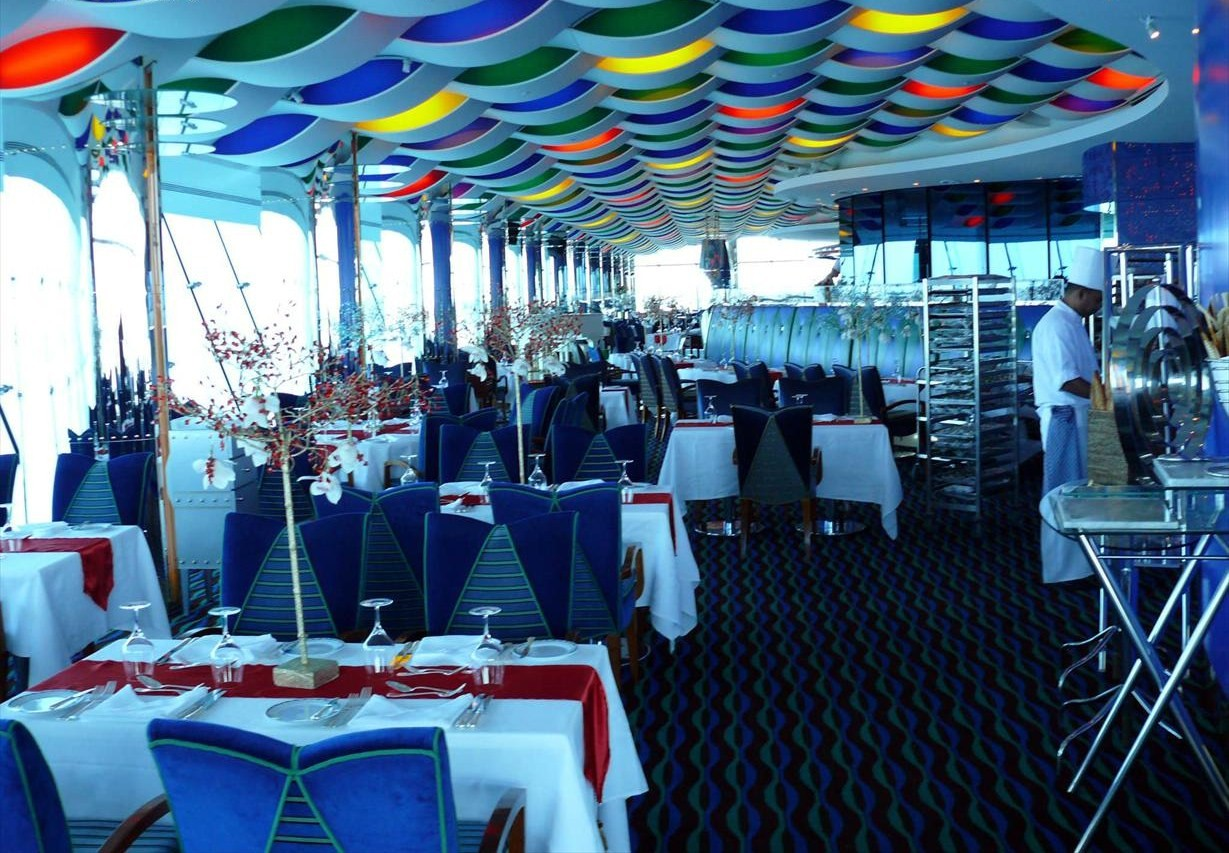
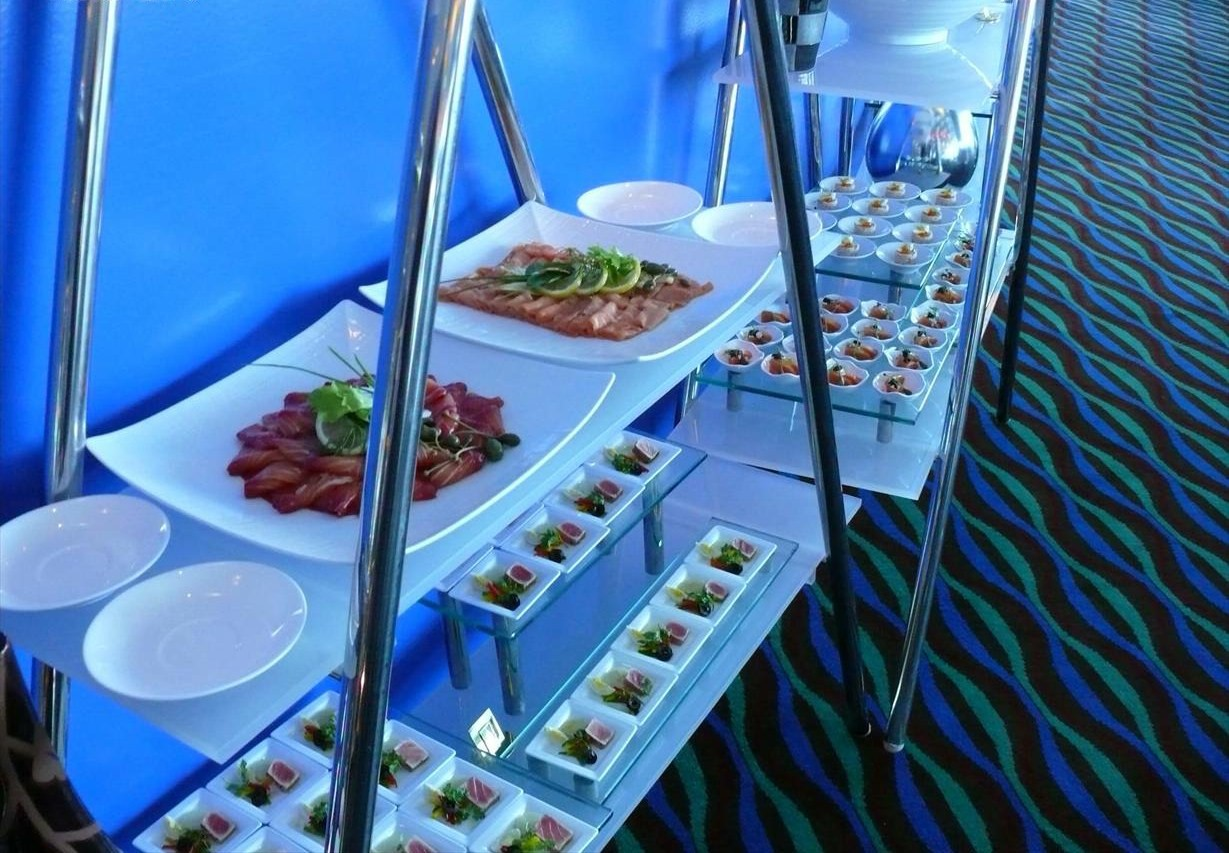
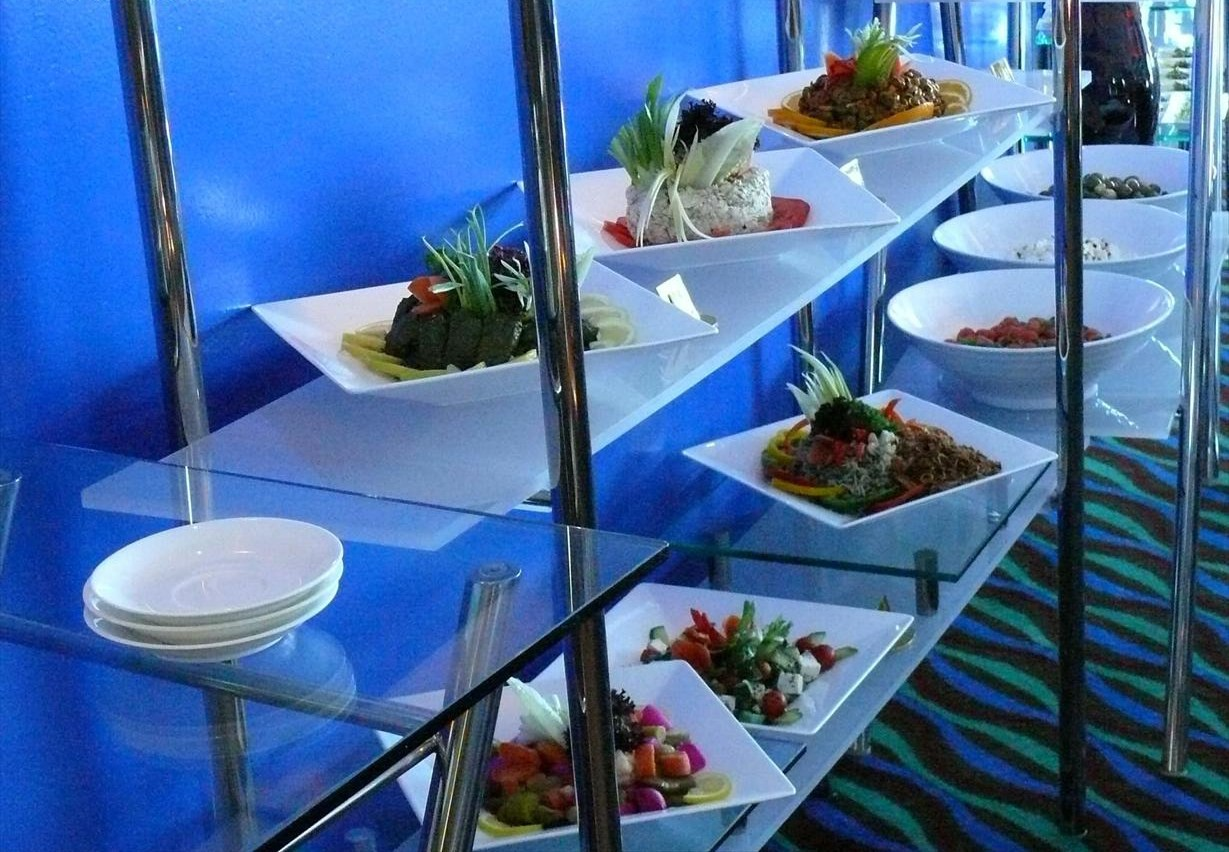

Al Muntaha ("The Ultimate"), nằm ở độ cao 200 m trên Vịnh Ba Tư, cung cấp một cái nhìn toàn cảnh của Dubai. Nó được hỗ trợ bởi một phòng loe ra ngoài cấu trúc dài 27 mét từ hai bên của cột và được kết nối bởi một thang máy ngắm toàn cảnh.
Al Mahara ("Oyster"), nằm bên dưới biển được kết nối thông qua một con đường vào kiến trúc hình sò, có một bể cá biển lớn, chứa khoảng 990.000 lít nước. Tường của bể, được làm bằng thủy tinh acrylic để chịu được áp lực nước, dày khoảng 18 cm.

### Xếp hạng
Khách sạn được chính thức xếp hạng năm sao cao cấp. Tuy nhiên, Burj al Arab thường được mô tả như là "khách sạn bảy sao duy nhất trên thế giới", mặc dù chính những nhà quản lý của khách sạn yêu cầu đừng bao giờ đánh giá như thế. Người phát ngôn của khách sạn, ông Jumeirah Group đã nói: "Chúng tôi chẳng thể làm gì nhiều để ngăn chặn điều này. Chúng tôi không khuyến khích sử dụng thuật ngữ này Chúng tôi không bao giờ dùng nó trong việc quảng cáo của chúng tôi." Theo một tổ chức thì thuật ngữ "bảy sao" xuất hiện là do một nhà báo người Anh đã ghé thăm khách sạn nhân một chuyến tổ chức cho các đoàn báo chí đến tham quan khách sạn trước khi khai trương. Nhà báo này "mô tả Burj al Arab trong bài viết của mình như một khách sạn tuyệt vời và hơn cả bất cứ thứ gì cô đã từng nhìn thấy và đã gọi nó là khách sạn bảy sao."

## Tiếp nhận

### Bài đánh giá của nhà phê bình kiến trúc
Burj Al Arab đã thu hút những lời chỉ trích cũng là "việc xem xét như thế nào để có được thiết kế và ấn tượng xây dựng cuối cùng chứng minh được điều đó." Những mâu thuẫn ở đây dường như liên quan đến việc trang trí của khách sạn. "Đầu tư phi thường này vào công nghệ xây dựng tiên tiến giúp kéo dài đến giới hạn của trí tưởng tượng đô thị đầy tham vọng trong một bài tập chủ yếu là do sức mạnh của sự giàu có quá mức." Một nhà phê bình khác cũng đưa ra những lời phê bình tiêu cực cho thành phố Dubai: "cả khách sạn lẫn thành phố, sau tất cả, đều là di tích do chiến thắng tiền bạc mang lại trên thực tiễn. Cả hai đều giúp nâng cao chất lượng."

## Sự kiện đáng chú ý
Một số sự kiện đã diễn ra trên sân đậu trực thăng cũng như sân quần vợt cao 210 m để thu hút sự chú ý của giới truyền thông. Bao gồm:
- 2004: Tiger Woods đánh quả golf đầu tiên.[26]
- 2005: Andre Agassi và Roger Federer chơi quần vợt.[27]
- 2006: Ronan Keating quay MV cho single "Iris" của mình tại sân đậu của Burj Al Arab.
- 2007: The Today Show phát sóng từ sân đậu trực thăng một phân đoạn của Where in the World is Matt Lauer?[28]
- 2011: Tay golf Rory McIlroy thực hiện một cú đánh bunker.[29]
- 2013: Heli-lift của Aston Martin Vanquish.[30]
- 2013: David Coulthard biểu diễn trong một chiếc xe đua Công thức 1.[31]
- 2017: Nick Jacobsen thực hiện cú nhảy dù xuống biển.[32][33]

## Trong đời sống
Chương cuối cùng của cuốn tiểu thuyết Performance Anomalies diễn ra ở phía trên cùng của Burj Al Arab, nơi nhân vật chính là gián điệp Cono 7Q phát hiện ra rằng qua sự phản bội chết người của kẻ thù gián điệp của ông Katerina đã điều động chính mình vào cấp cao nhất của chính phủ Kazakhstan. Khách sạn cũng có thể được nhìn thấy ở phim Syriana, Mission: Impossible - Ghost Protocol và một số phim Bollywood.
Richard Hammond bao gồm tòa nhà trong bộ phim truyền hình của anh, Richard Hammond's Engineering Connections.
Burj Al Arab là hình ảnh bìa cho album năm 2009 Ocean Eyes của Owl City.

#### Bên trong

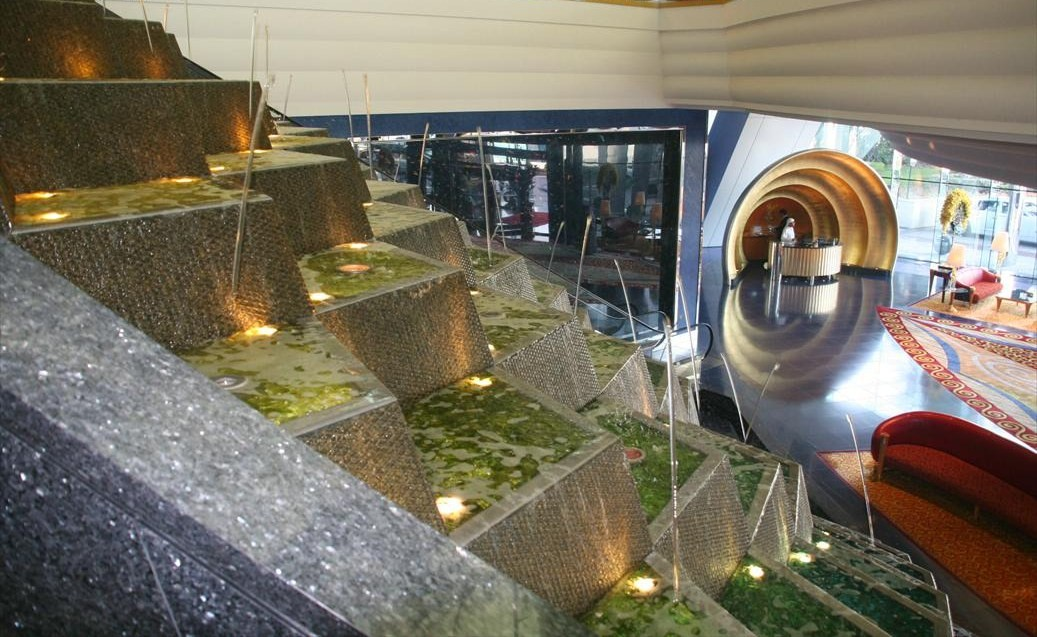
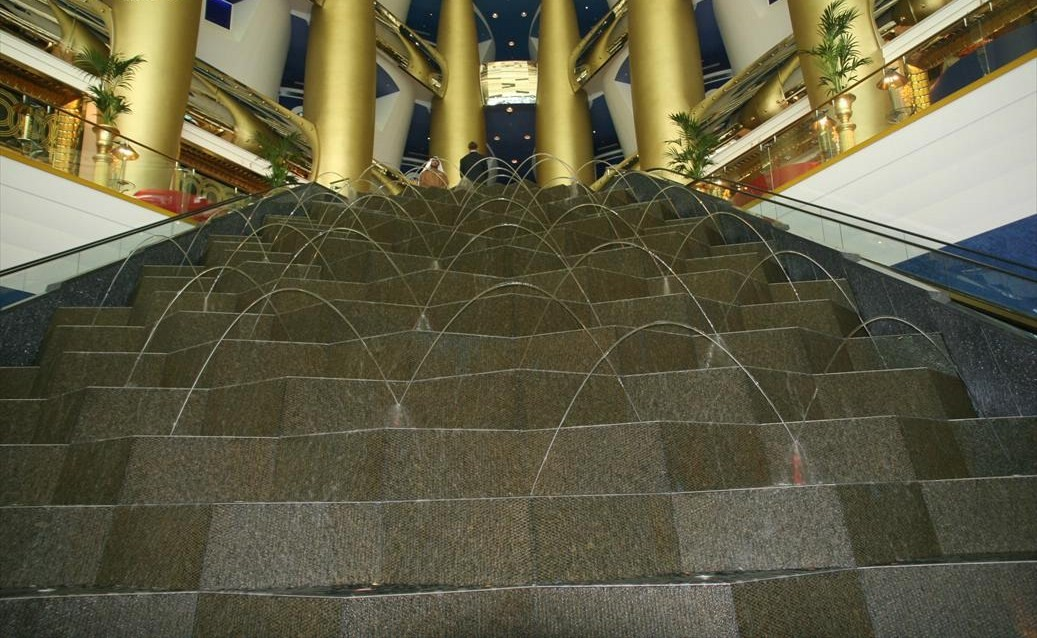
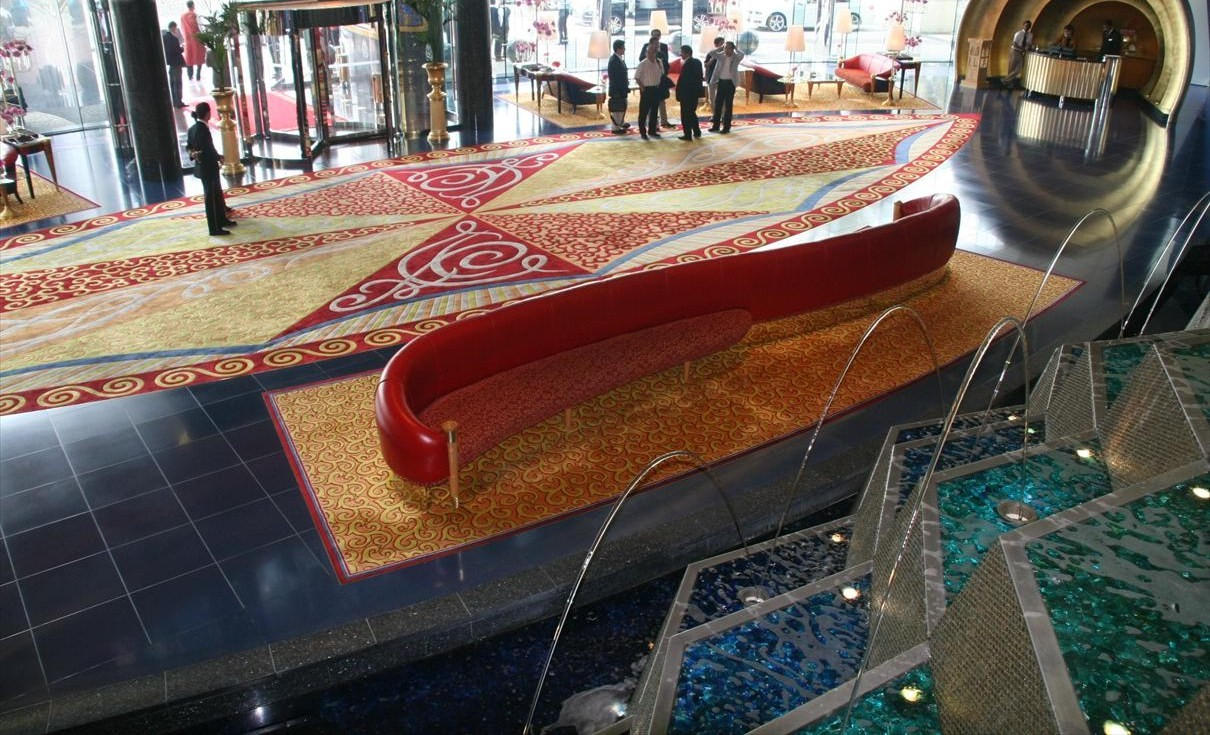
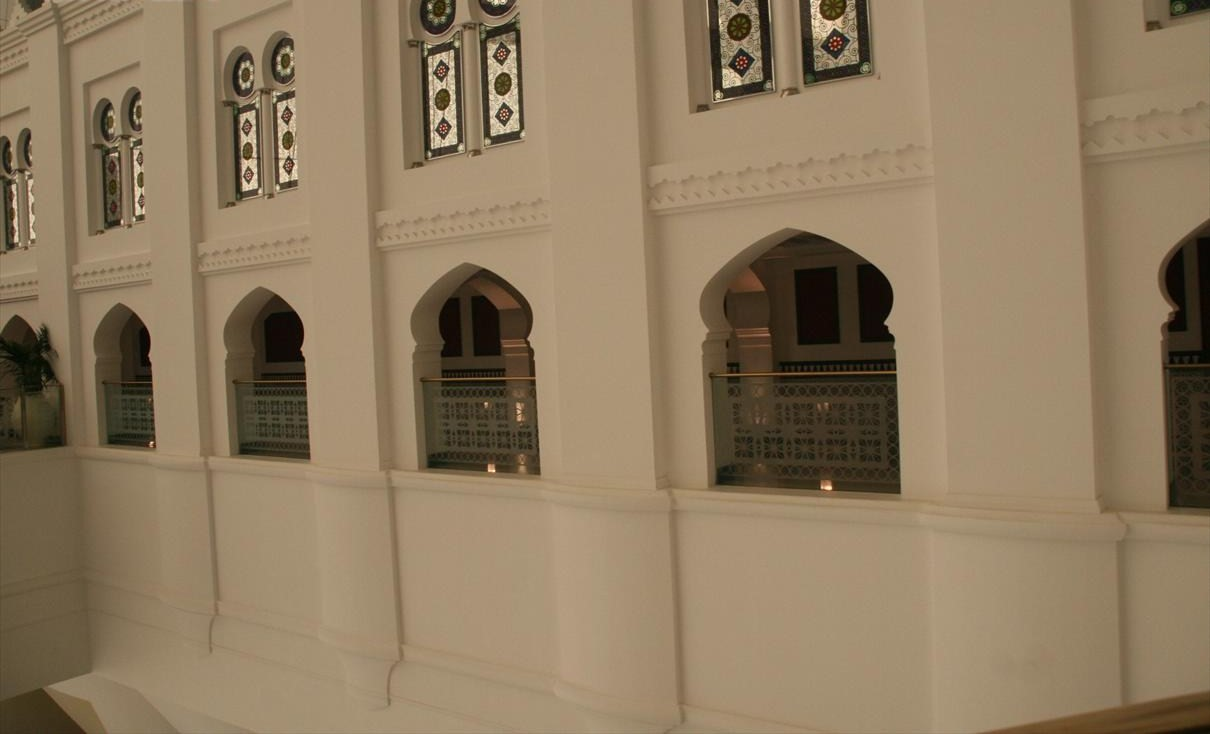
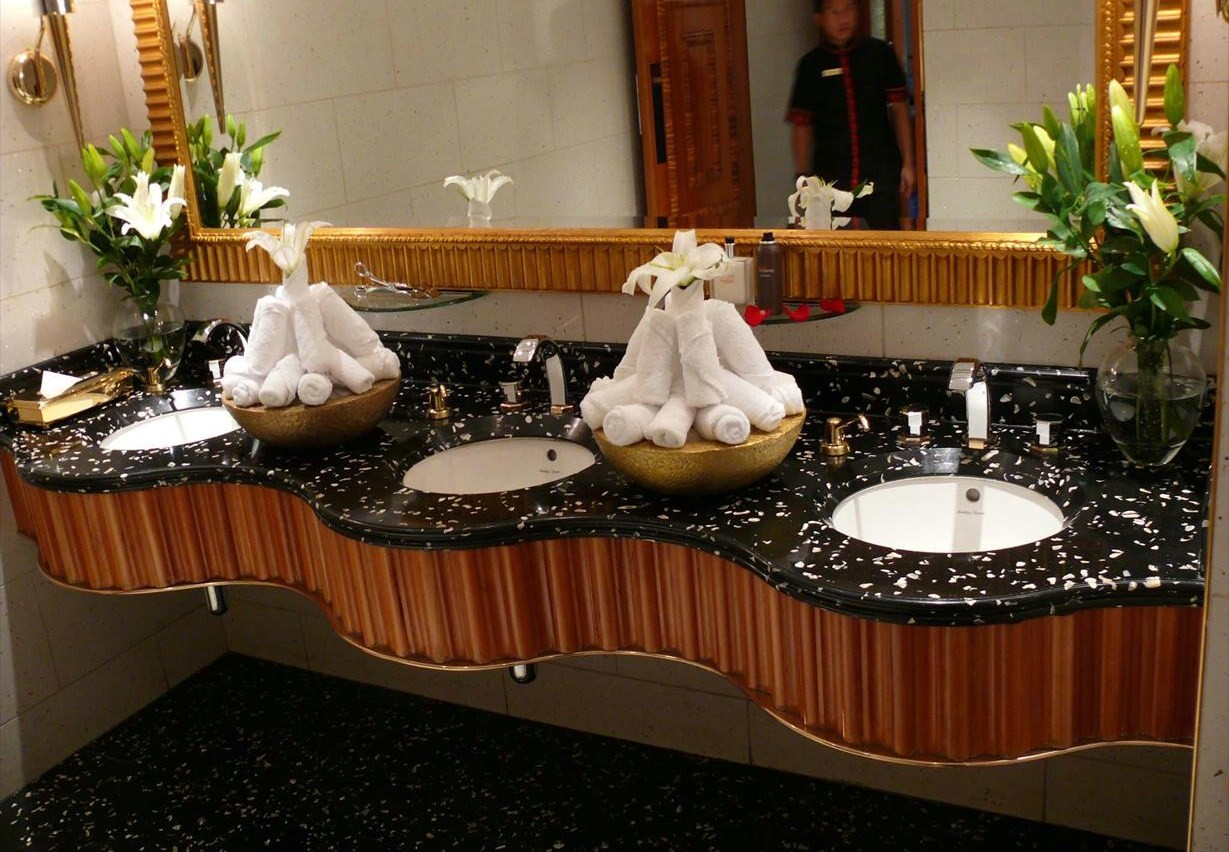
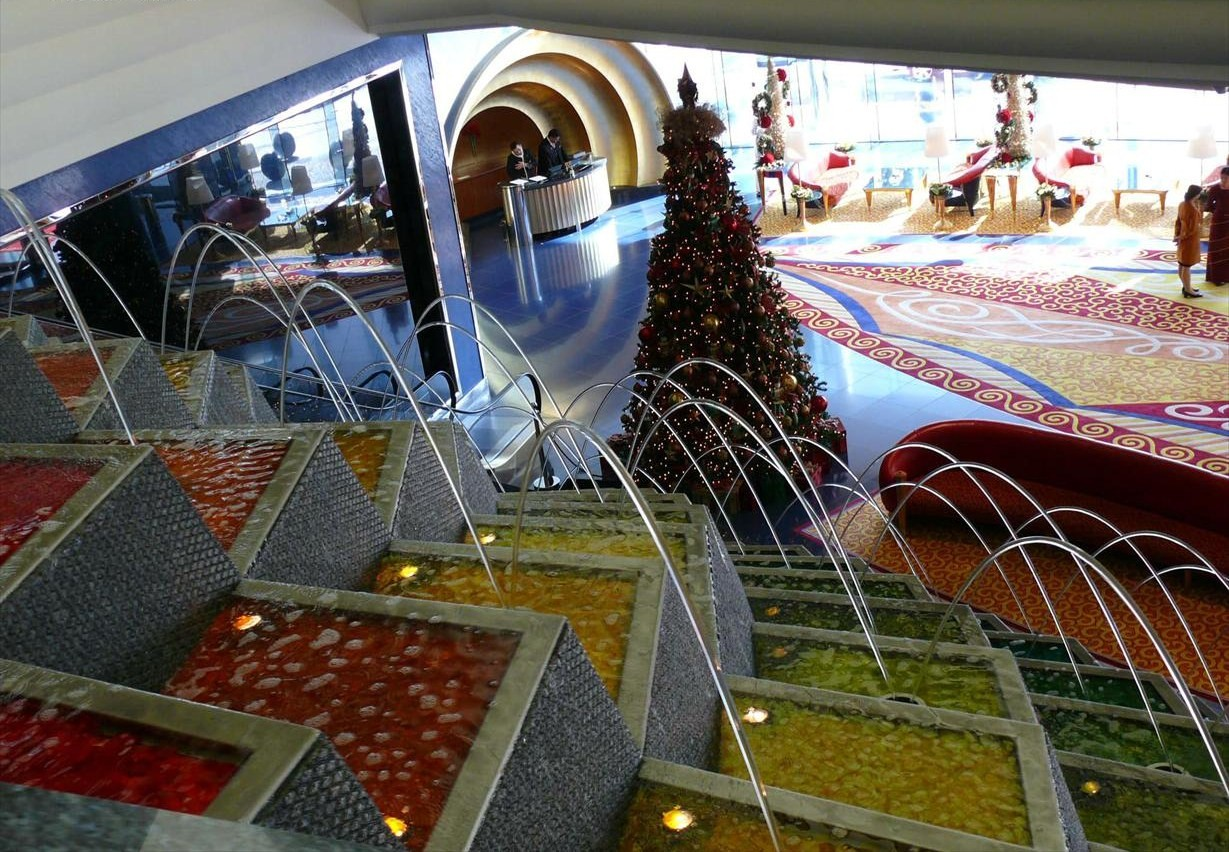
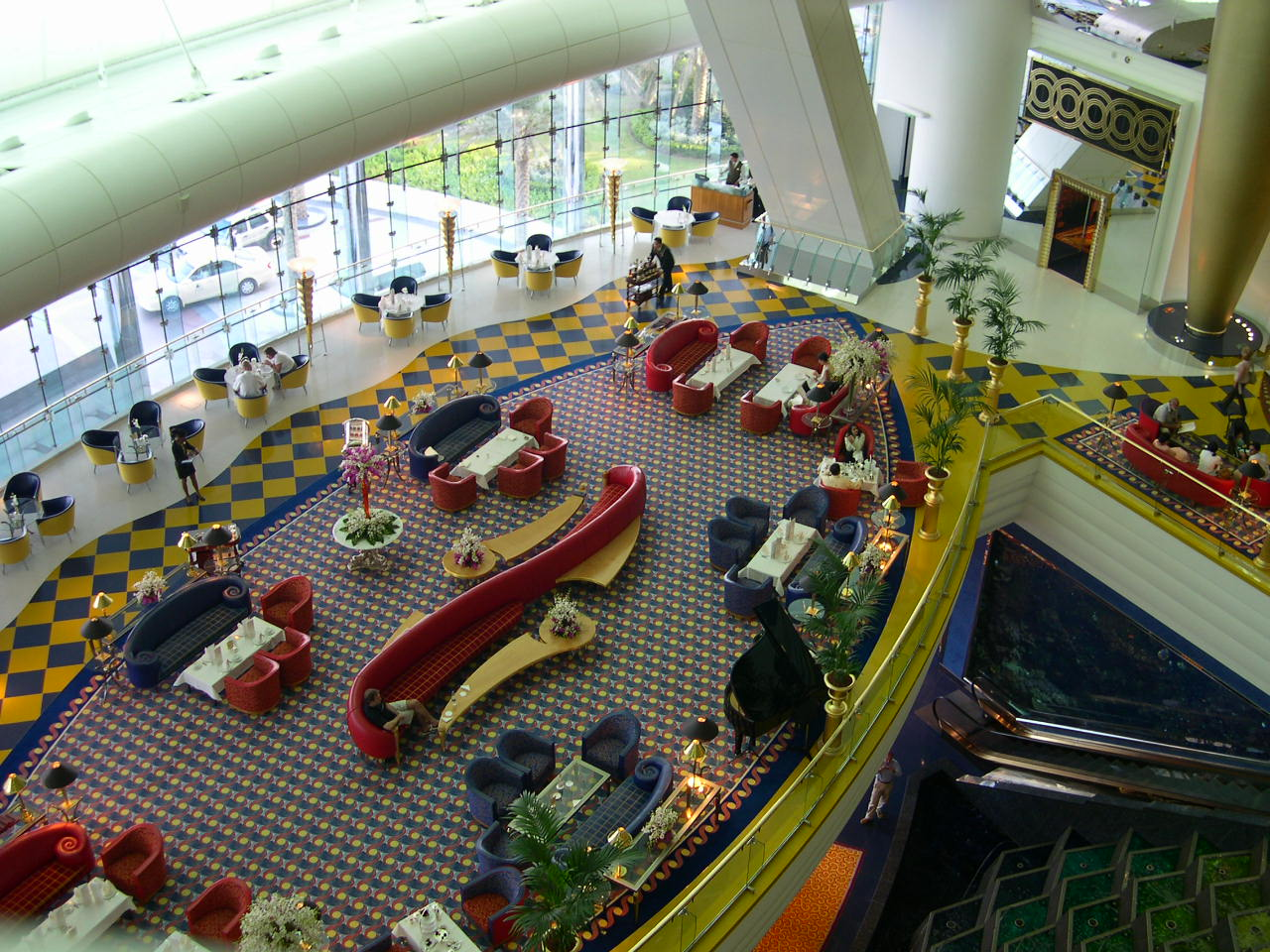

### Bãi đậu xe

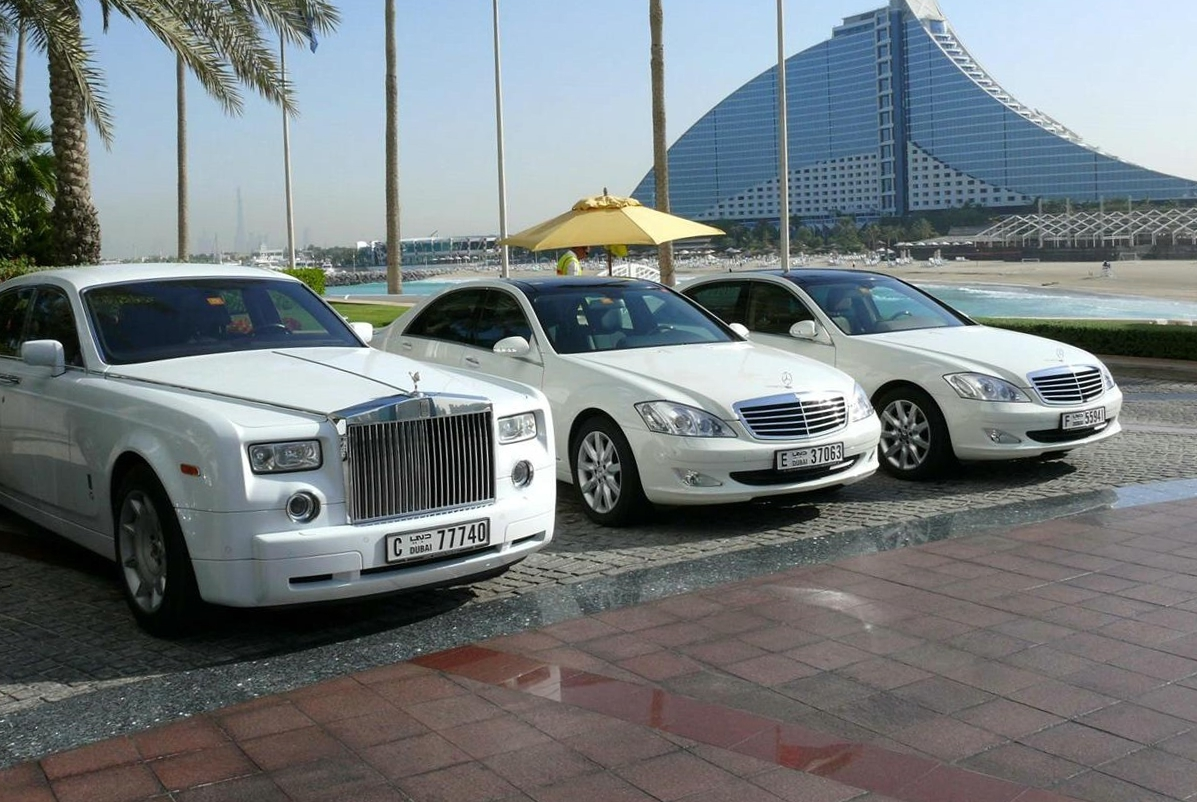

## Một số hình ảnh

### Kiến trúc

#### Ngoại thất
- Tập tin:Tập